# Suinin
Keizer Suinin (垂仁天皇, Suinin-tennō) was de elfde keizer van Japan, volgens de traditionele opvolgvolgorde.
Er kunnen geen concrete data over zijn leven worden gegeven en hij wordt door historici eerder gezien als legende. Dit betekent echter niet dat hij nooit heeft bestaan, maar dat er niet genoeg bewijzen voor zijn. De Japanners erkennen hem echter wel als een historische figuur.
Nihonshoki vertelt over een worstelwedstrijd van Nomi no Sukune en Taima no Kehaya tijdens zijn heerschappij, het zou de origine zijn van het sumoworstelen.
* Regent Jingu staat niet op de traditionele lijst.